# Sątopy (Bisztynek)
Pour les articles homonymes, voir Sątopy.
Sątopy est un village polonais de la voïvodie de Varmie-Mazurie, dans le powiat de Bartoszyce.